# 사카베촌
사카베촌(일본어: 坂部村)은 일본 시즈오카현의 중부, 하이바라군에 속했던 촌이다. 현재의 마키노하라시 북서부에 해당한다.

## 역사
- 1889년 4월 1일 - 정촌제 시행에 의해 하이바라군 사카베촌이 성립하였다.
- 1955년 4월 29일 - 가쓰마타정, 가와사키정과 합병해, 하이바라정이 성립하여, 동일 사카베촌은 폐지되었다,.

## 참고 문헌
- 가도카와 일본 지명 대사전 22 静岡県